# Brevans
Brevans é uma comuna francesa na região administrativa de Borgonha-Franco-Condado, no departamento de Jura. Estende-se por uma área de 3,62 km². Em 2010 a comuna tinha 693 habitantes (densidade: 191,4 hab./km²).